# Cecilien-Gymnasium Düsseldorf

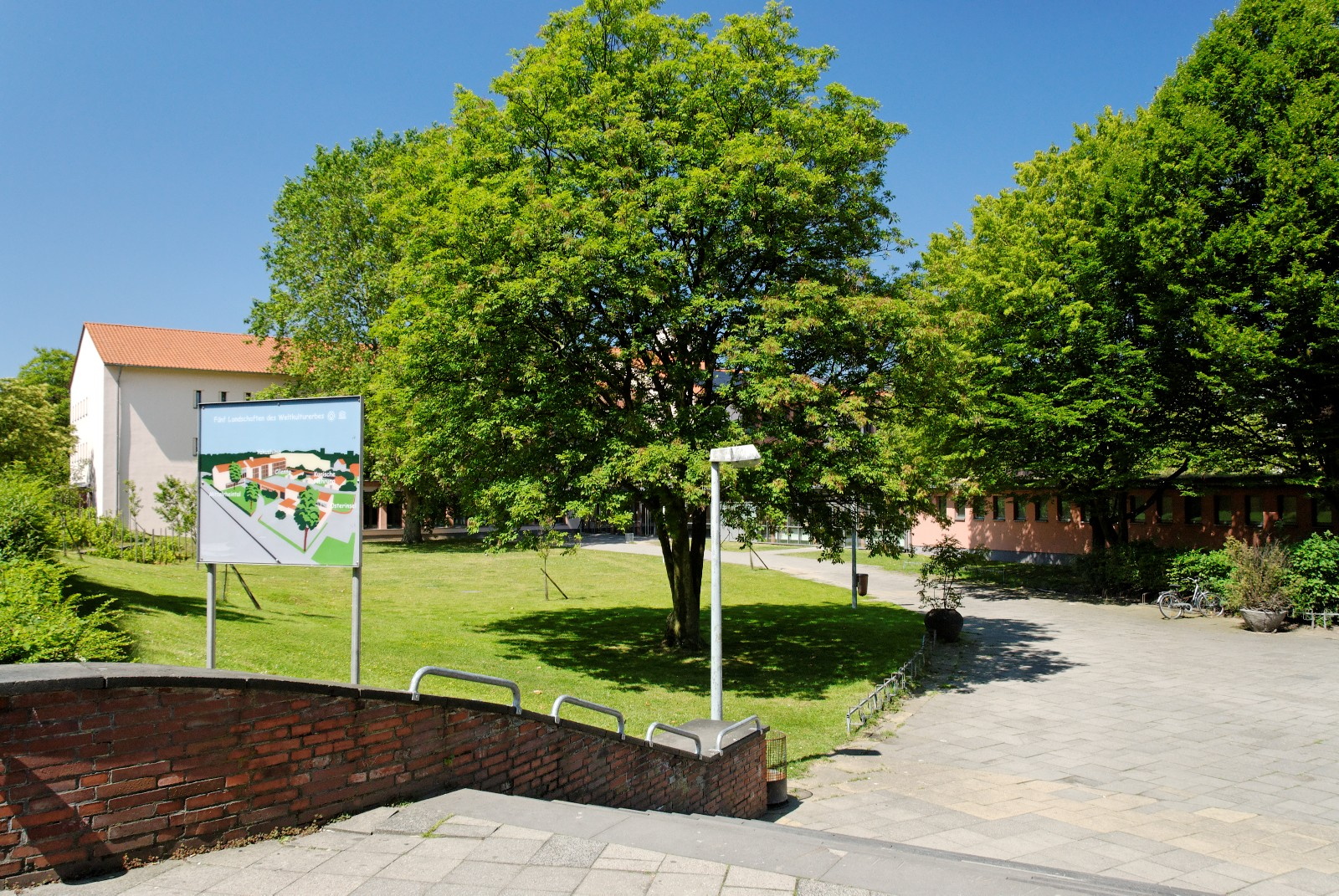
Eingang des Cecilien-Gymnasiums

Das Cecilien-Gymnasium in Düsseldorf-Niederkassel, die Städtische Cecilienschule, wurde am 16. April 1907 als „Höhere Mädchenschule zu Obercassel“ gegründet. Seit 1972 trägt sie den Namen Städtisches-Cecilien-Gymnasium – Sekundarstufe I (mit Montessorizweig) und II.

## Geschichte
Im April 1907 wurde die Schule für Höhere Töchter mit 61 Schülerinnen und vier Lehrerinnen auf der Roonstraße 9 und 11 in Oberkassel, heute Sonderburgstraße, von der damaligen Leiterin Auguste Otterbein (1877–1967), der späteren Ehefrau des Heerdter Ex-Bürgermeisters und Düsseldorfer Beigeordneten Nikolaus Knopp, eröffnet. Im Haus auf der Roonstraße 9, von der Gemeinde gekauft, wurde ab 1908 auch eine „Höhere Knabenschule“, das spätere Comenius-Gymnasium, untergebracht. Der damals hinter dem ehemaligen Garten (Spielhof) liegende Turnplatz wurde gemeinschaftlich genutzt. Im Jahr 1909 wurde aufgrund der starken Nachfrage, bedingt durch die Eingemeindung von Oberkassel, Niederkassel und Lörick nach Düsseldorf, ein Neubau an der Wettiner Straße/Arnulfstraße in Angriff genommen, dessen Einweihung 1910 erfolgte. 1911 wurde die Schule nach der Kronprinzessin Cecilie benannt und zu einem zehnklassigen Lyzeum ausgebaut. Die Leitung übernahm Herr Professor Freiburg. Auguste Otterbein blieb der Schule bis zu ihrem Ausscheiden 1927 als Lehrerin erhalten. Ab Herbst 1927 übernahm Aenne Franken (1890–1958) die Direktion der Schule. Sie gehörte der Zentrumspartei an und war darüber hinaus im katholischen Frauenbund aktiv, welcher die gesellschaftliche Gleichstellung der Frau in der damaligen Frauenbewegung vorantrieb, um Frauen insbesondere durch Bildung zu fördern. Franken wurde bei der Umwandlung des Schulbetriebs im Sinne der nationalsozialistischen Ideologie als ungeeignet angesehen und mit dem Gesetz zur Wiederherstellung des Berufsbeamtentums zur einfachen Studienrätin zurückgestuft und an die Luisenschule versetzt, wo sie nach dem Zweiten Weltkrieg, im Zuge der Wiedergutmachung, die Schulleitung übernahm. Im Herbst 1935 erhielt Hermann Bruns das Amt des Direktors. Die Schule wurde im Sinne der nationalsozialistischen Ideologie zügig umgestaltet, Lehrkräfte einer Gesinnungsprüfung unterzogen, die Schulbibliothek gesäubert. Jüdische Schülerinnen mussten nach der Reichspogromnacht von 1938 die Schule verlassen.

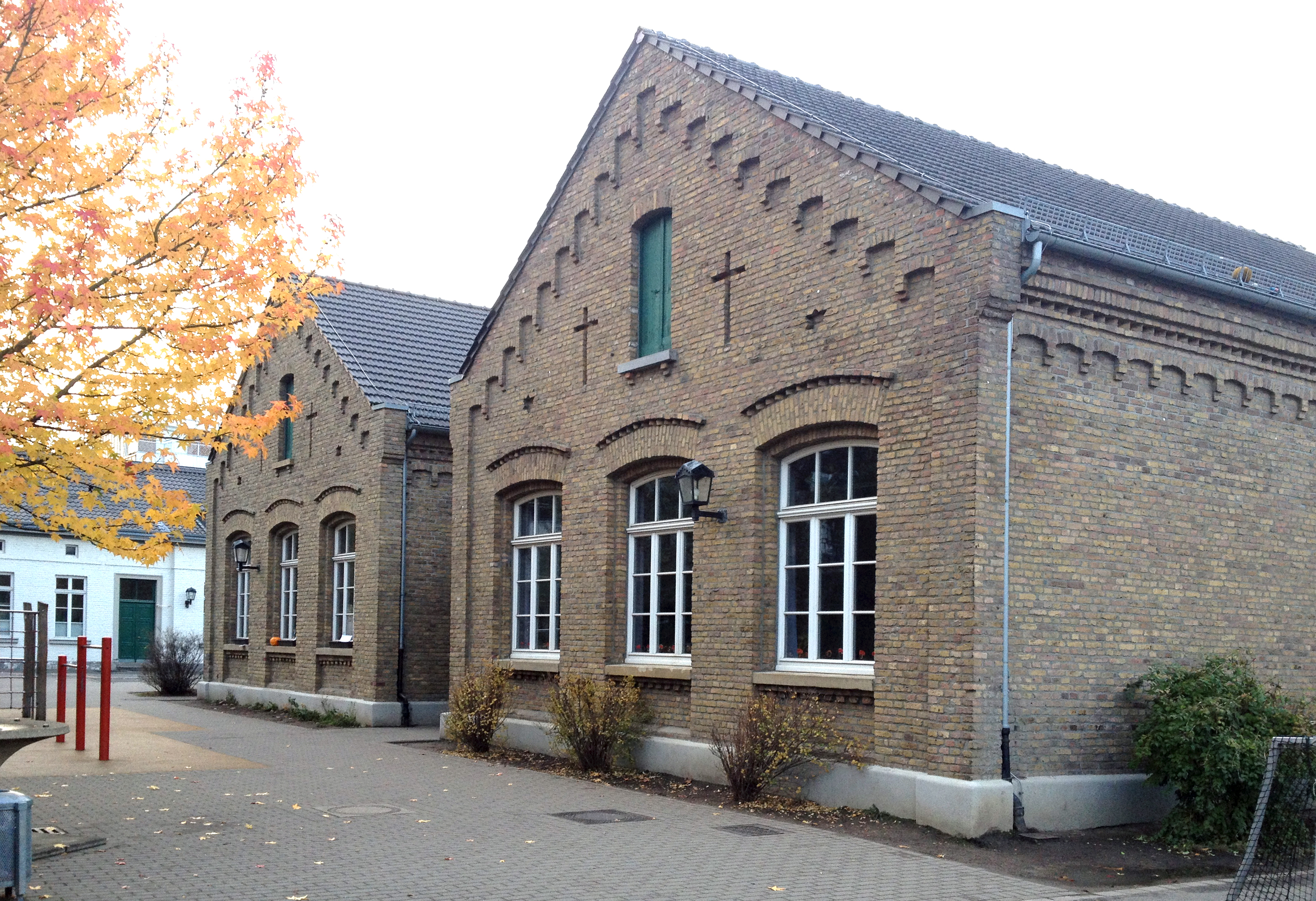
Mittelbau der Volksschule an der Niederkasseler Straße 36

In den 1940er Jahren wurde der Mittelbau der Volksschule an der Niederkasseler Straße für den hauswirtschaftlichen Unterricht des Cecilien-Gymnasiums genutzt, in welchem ab 1945 auch zusätzlich Schüler der „Höheren Knabenschule“ unterkamen. 1943 wurden, im Sinne der Erweiterung der Erweiterten Kinderlandverschickung, organisiert durch die NSV, die Unter- und Mittelstufen sämtlicher Mädchen-Oberschulen in den „Aufnahmegau Thüringen“ verlegt und im November 1944 alle Düsseldorfer Schulen geschlossen. Am 1. Januar 1945 wurde das Schulgebäude an der Wettiner Straße durch Bomben schwer beschädigt.
Nach dem Zweiten Weltkrieg übernahm die politisch unbelastete Wilhelmina Schönheinz (1889–1977) die Leitung der Schule, „die mit natürlicher Autorität und starkem sozialen Engagement ihren Schülerinnen in der schwierigen Phase der Nachkriegszeit zur Seite stand.“ Durch die Beschädigung des Hauptgebäudes im Krieg musste das Schulgebäude des Comenius-Gymnasiums am Comeniusplatz (im Jahre 1912 errichtet) mit genutzt werden. Dort fand für mehrere Jahre Unterricht im Schichtbetrieb statt. Die Raumnot und der Gemeinschaftsbetrieb endeten, als 1958 das neue Schulgebäude an der Schorlemerstraße bezogen werden konnte. Im Jahr 1972/73 wurden die Koedukation, die reformierte Oberstufe und die Differenzierung in der Mittelstufe eingeführt. 1974 wurde ein Montessorizweig eingerichtet, 1989 ein bilingualer Zweig.
Partnerschaften bestehen mit der Japanischen Internationalen Schule in Düsseldorf-Niederkassel und der International School of Düsseldorf in Düsseldorf-Kaiserswerth. Am 25. August 2008 wurde das Cecilien-Gymnasium zur ersten Europaschule Düsseldorfs ausgezeichnet.
Im Januar 2009 wurde dem Cecilien-Gymnasium das Siegel „berufswahl- und ausbildungsfreundliche Schule“ verliehen.

## Chronologie
- 1907: Gründung als „Höhere Mädchenschule zu Obercassel“ an der Roonstraße in Oberkassel, heute Sonderburgstraße
- 1910: Einweihung des Neubaus der Schule an der Wettiner Straße
- 1911: Die Namensgebung nach der Kronprinzessin Cecilie wird genehmigt; die höhere Mädchenschule wird zu einem zehnklassigen Lyzeum ausgebaut
- 1919: Die Schule ist zum Februar auf 331 Schülerinnen und 16 Lehrerinnen angewachsen
- 1943: Die Unter- und Mittelstufen sämtlicher Mädchen-Oberschulen werden nach Thüringen verlegt
- 1944: Am 7. November werden alle Düsseldorfer Schulen geschlossen
- 1945: Das Schulgebäude wird am 1. Januar durch eine Bombe schwer beschädigt
- 1945: Am 1. Oktober wird die Schule wieder für den Schulbetrieb mit drei Zweigen – Lyzeum, Studienanstalt und Frauenoberschule – geöffnet, zunächst im Gebäude des Comenius-Gymnasiums
- 1950: Mädchengymnasium und Frauenoberschule
- 1958: Aufnahme des Schulbetriebs im neuen Gebäude an der Schorlemerstraße
- 1959: Neusprachliches Mädchengymnasium und Frauenoberschule mit naturwissenschaftlich-hauswirtschaftlicher Richtung
- 1972: Einführung der koedukativen Erziehung
- 1972: Schrittweise Einführung der reformierten Oberstufe (Unterrichtung im Kurssystem) und der Differenzierung in der Mittelstufe
- 1974: Beginn der Montessori-Arbeit
- 1981: Konstituierung der Schulpartnerschaft mit der Japanischen Internationalen Schule Düsseldorf
- 1982: Über 1000 Schülerinnen und Schüler besuchen das Cecilien-Gymnasium
- 1989: Einführung des Bilingualen-Zweiges
- 2003: Das Cecilien-Gymnasium bekommt neue Fenster, Beginn der Grundsanierung des Hauptgebäudes
- 2004: Beginn der offiziellen Partnerschaft mit der International School of Düsseldorf e.V
- 2005: Im April Wiedereinzug in das renovierte Gebäude
- 2007: Feier zum 100-jährigen Bestehen des Cecilien-Gymnasiums
- 2008: Kooperationsvertrag mit der NRW.BANK
- 2008: Das Cecilien-Gymnasium wird erste Europaschule Düsseldorfs
- 2009: Im Januar wird dem Cecilien-Gymnasium das „SIEGEL berufswahl- und ausbildungsfreundliche Schule“ verliehen
- 2012: Beginn des schrittweisen Ausbaus zu einem fünfzügigen Gymnasium
- 2019: Eröffnung des Erweiterungsbaus inklusive einer Mensa
- 2021: Eröffnung der neuen Dreifachsporthalle[13]

## Schulpartnerschaften/Kooperationspartner
Das Cecilien-Gymnasium hat mit der Japanischen Internationalen Schule in Düsseldorf seit 1981 eine Schulpartnerschaft. Am 12. Januar 2004 kam die International School of Düsseldorf dazu.
Weitere Kooperationspartner sind:
- die Universität Witten-Herdecke
- die Heinrich-Heine-Universität Düsseldorf
- die NRW.Bank
- die Sakura Oberschule, Präfektur Chiba, Japan[15]
- die Einstieg GmbH
- die Diakonie Düsseldorf
- das Filmmuseum Düsseldorf
- die Tonhalle Düsseldorf.[16]

## Ehemalige Schüler
- Heide Buscher (* 1938), Literaturhistorikerin
- Eva Lindenau (* 1975), Juristin und Journalistin
- Elias H. Füllenbach (* 1977), katholischer Theologe
- Christina Schütze (* 1983), Sportlerin
- Lisa Marie Schütze (* 1996), Sportlerin